# Eris (dværgplanet)
 For alternative betydninger, se Eris (flertydig). (Se også artikler, som begynder med Eris)
Eris (officielt 136199 Eris og tidligere kaldt Xena; symbol: ) er en plutoide og den største kendte dværgplanet i solsystemet. Eris er opkaldt efter splidens gudinde Eris, der var mor til alt ondt i den græske mytologi. Dværgplaneten Eris er et trans-neptunsk objekt, som med en diameter på ca. 2400 km er større end himmellegemet Pluto. Den blev opdaget af Michael E. Brown, Chadwick A. Trujillo og David L. Rabinowitz den 8. januar 2005 fra billeder taget den 21. oktober 2003 og opdagelsen blev offentliggjort den 29. juli 2005, den samme dag som et andet objekt, Haumea, fra Kuiper-bæltet blev det.
Eris' størrelse medførte, at dens opdagere og NASA kaldte den solsystemets tiende planet. Dette var, sammen med udsigten til at finde flere objekter i samme størrelsesorden, en af grundene til, at den Internationale Astronomiske Union (IAU) valgte at definere ordet 'planet' mere præcist. Med en ny definition, der blev vedtaget den 24. august 2006, blev objektet, med det daværende navn 2003 UB313, således betegnet som "dværgplanet". Brown har siden hen proklameret, at han billiger den nye betegnelse. Objektets endelige navn ville ikke blive besluttet før objektets status var blevet afgjort og den 13. september 2006 blev det officielle navn, 136199 Eris, besluttet.
Eris er i øjeblikket 97 AU fra solen, dens "skæve" banetur tager 557 år og dværgplaneten er sammen med sin ene kendte måne, Dysnomia, det fjerneste kendte objekt i solsystemet.

## Fodnoter
1. ↑  JPL/NASA (2015-04-22). "What is a Dwarf Planet?". Jet Propulsion Laboratory. Hentet 2022-01-19.
2. ↑  "Hubble Finds 'Tenth Planet' is Slightly Larger than Pluto". Arkiveret fra originalen 14. juni 2006. Hentet 24. august 2006.
3. ↑  The IAU draft definition of "planet" and "plutons" Arkiveret 20. august 2006 hos  Wayback Machine, IAU, 16. august 2006.
4. ↑  Robert Roy Britt, 'BREAKING NEWS: Pluto Demoted, No Longer a Planet' Arkiveret 27. december 2010 hos  Wayback Machine. Space.com. 24. august, 2006.
5. ↑  "Arkiveret kopi". Arkiveret fra originalen 17. januar 2006. Hentet 14. september 2006.
6. ↑  "(134340) PLUTO, (136199) ERIS, AND (136199) ERIS I (DYSNOMIA)" (PDF). Arkiveret (PDF) fra originalen 27. september 2006. Hentet 14. september 2006.